# Generális-szikla
A Ġebla tal-Ġeneral (vagy Ħaġret tal-Ġeneral; Generális-szikla, angolul Fungus Rock, Gomba-szikla) Málta legkisebb „szigetének” számít. Tulajdonképpen egy tengerben álló szikla 50 méterre a gozói Dwejra partjai előtt.

## Története
A mészkő szikla egy kis öböl előtt áll a Földközi-tengerben. A Jeruzsálemi Szent János Ispotályos Lovagrend emberei egy gumófajtát (Fucus coccineus melitensis) fedeztek fel a lapos tetőn, amelyről azt hitték, gyógyhatása van: vérzések elállítására illetve vérhas esetén használták. Manuel Pinto de Fonseca nagymester védetté nyilvánította, és megtiltotta, hogy bárki engedély nélkül a sziklára lépjen. Ennek ellenőrzésére az 1651-ben Jean-Paul de Lascaris-Castellar nagymester által építtetett őrtornyot használta Dwejránál. Ha valaki megszegte a rendeletet, három évi gályarabság várt rá. Csak évszázadokkal később derült ki, hogy a növénynek semmilyen hatása nincs.
A szikla 1992 óta természetvédelmi terület, és nem látogatható.

## Élővilága
A már említett gumón és apróbb növényeken kívül főként gyíkok lakják. Különlegessége egy máltai gyíkfajta egyik alfaja, a Generális-sziklai gyík (Podarcis filfolensis generalensis), amely csak itt él.

## Képgaléria

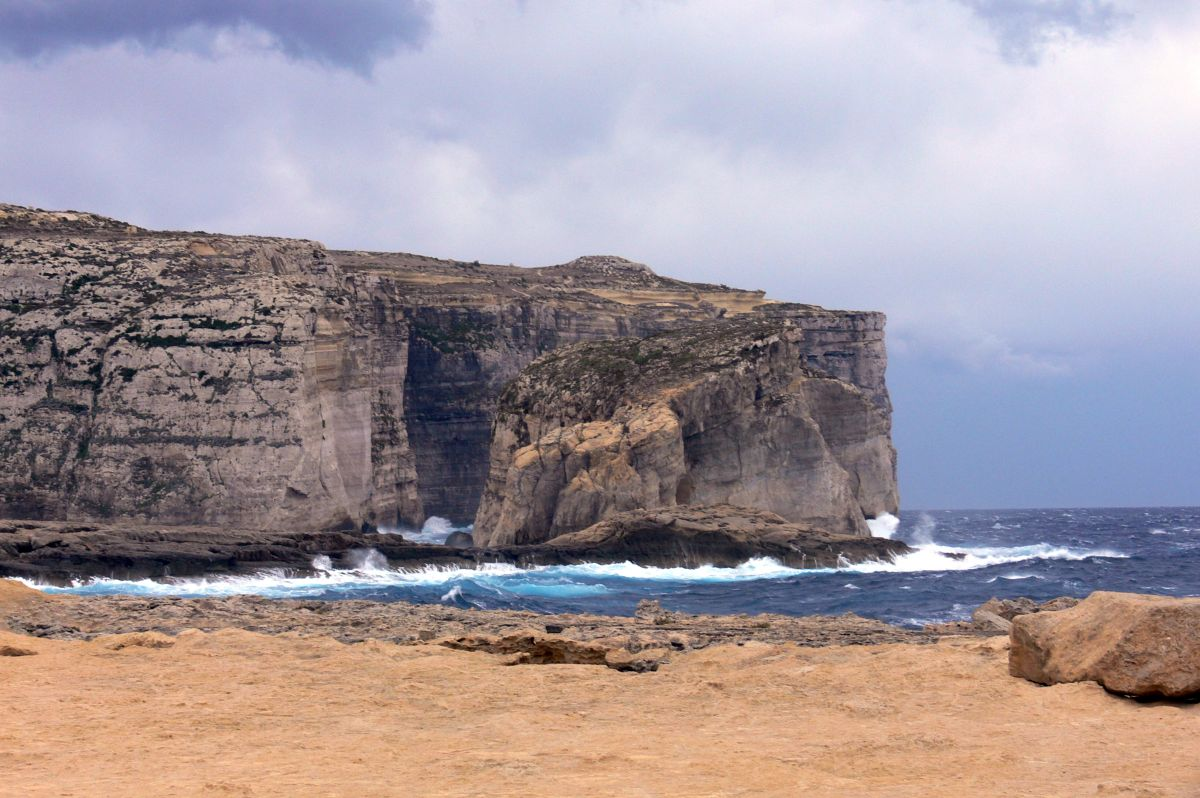
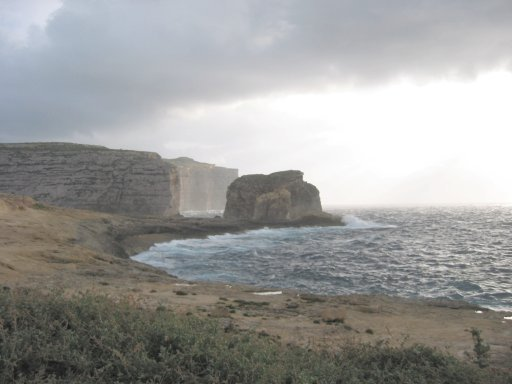